# جون جاي سنايدر
جون جاي سنايدر (بالإنجليزية: John J. Snyder)‏ هو كاهن كاثوليكي أمريكي، ولد في 25 أكتوبر 1925 في نيويورك في الولايات المتحدة، وتوفي في 27 سبتمبر 2019.